# Tom Kalender
Tom Kalender (Hamm, 27 maart 2008) is een Duits autocoureur. In 2024 werd hij de jongste kampioen van de ADAC GT Masters.

## Carrière

### Karting
Kalender begon zijn autosportcarrière in het karting in 2016. Hij begon met rijden in zijn thuisland Duitsland, waar hij in 2019 de Bambini-klasse van zowel de ADAC Kart Masters als de Westdeutscher ADAC Kart Cup won. Tevens eindigde hij vaak in de top 3 van de eindstand in diverse kartkampioenschappen.
In 2021 ging Kalender internationaal karten en nam hij deel aan de OKJ-klasse van onder meer de WSK Champions Cup en het Europees kartkampioenschap. Zijn beste resultaten behaalde hij dat jaar desondanks in Duitsland, waar hij vierde in de ADAC Kart Masters en vijfde in het nationaal kampioenschap werd. In 2022, zijn laatste jaar in de karts, werd hij tweede in het Duits kampioenschap en maakte hij zijn debuut in het wereldkampioenschap karten.

### Formule 4
In 2023 maakte Kalender de overstap naar het formuleracing en maakte hij zijn Formule 4-debuut in het Frans Formule 4-kampioenschap. Hij was dat jaar een van de drie coureurs die door de ADAC in dit kampioenschap werd gesteund. Hij kende een redelijk debuutseizoen, waarin een vijfde plaats op het Circuit de Spa-Francorchamps zijn beste race-uitslag was. Met 23 punten werd hij zestiende in het kampioenschap. Ook reed hij voor PHM Racing in het laatste raceweekend van het Italiaans Formule 4-kampioenschap op het Autodromo Vallelunga, waarin een 23e plaats zijn beste resultaat was.

### ADAC GT Masters
In 2024 stapte Kalender over naar de GT-racerij en debuteerde hij in de ADAC GT Masters. Hij reed hier voor het team Landgraf Motorsport en deelde een Mercedes-AMG GT3 Evo met Elias Seppänen. Hij behaalde vijf overwinningen op de Motorsport Arena Oschersleben, het Circuit Zandvoort, Spa-Francorchamps, de Red Bull Ring en de Hockenheimring Baden-Württemberg. Daarnaast stond hij nog vier keer op het podium. Met 253 punten werd hij gekroond tot kampioen in de klasse. Met een leeftijd van zestien jaar, zes maanden en 23 dagen was hij hiermee de jongste coureur ooit die kampioen in deze klasse werd. Ook in 2024 reed hij enkele gastraces in de GT World Challenge Europe Endurance Cup en de GT World Challenge Europe Sprint Cup voor het team Madpanda Motorsport, waarin hij in de Sprint Cup samen met teameigenaar Ezequiel Pérez Companc een race op het Circuit de Nevers Magny-Cours in de Silver Cup-klasse won.

### DTM
In 2025 maakt Kalender zijn debuut in de DTM bij het Mercedes-AMG Team Landgraf.